# Colorado Classic 2017
La 1.ª edición de la Colorado Classic se corrió entre el 10 y el 13 de agosto de 2017. El recorrido consistió de un total de 4 etapas sobre una distancia total de 503,5 km.
La carrera formó parte del circuito UCI America Tour 2017 dentro de la categoría 2.HC y fue ganada por el ciclista italiano Manuel Senni del equipo de categoría UCI WorldTeam el BMC Racing Team. El podio lo completaron el ciclista rumano Serghei Tvetcov del equipo Jelly Belly-Maxxis y el ciclista estadounidense Alex Howes del equipo Cannondale-Drapac.

## Equipos participantes
Tomaron la partida un total de 16 equipos, de los cuales 4 fue de categoría UCI WorldTeam, 5 Continental Profesional, 6 Continentales y 1 Selección nacional, quienes conformaron un pelotón de 95 ciclistas de los cuales terminaron 84.
| WorldTeams (4)- Cannondale-Drapac - UAE Team Emirates - Trek-Segafredo - BMC Racing Team Equipos continentales profesionales (5)- UnitedHealthcare - Caja Rural-Seguros RGA - Nippo-Vini Fantini - Israel Cycling Academy - Novo Nordisk Equipos continentales (6)- Jelly Belly-Maxxis - Holowesko Citadel - Rally Cycling - Silber - Axeon-Hagens Berman - Elevate-KHS Equipo nacional- Ruanda |
| |

## Etapas
| Etapa     | Fecha     | Recorrido                           | type                   | Distancia (km) | Ganador         | Líder            |
| --------- | --------- | ----------------------------------- | ---------------------- | -------------- | --------------- | ---------------- |
| 1.ª etapa | 10 de ago | Colorado Springs – Colorado Springs | etapa escarpada        | 150,4          | John Murphy     | John Murphy      |
| 2.ª etapa | 11 de ago | Breckenridge – Breckenridge         | etapa de media montaña | 103            | Alex Howes      | Taylor Eisenhart |
| 3.ª etapa | 12 de ago | Denver – Denver                     | etapa de montaña       | 130            | Serghei Țvetcov | Manuel Senni     |
| 4.ª etapa | 13 de ago | Denver – Denver                     | etapa escarpada        | 120,1          | Mihkel Räim     | Manuel Senni     |

## Clasificaciones
Las clasificaciones finalizaron de la siguiente forma:

### Clasificación general
| \| Clasificación general \| Clasificación general \| Clasificación general \| Clasificación general \| Clasificación general \| \| Ciclista \| Ciclista \| Equipo \| Tiempo \| \| \| --------------------- \| --------------------- \| ----------------------------- \| --------------------- \| --------------------- \| \| 1.º \| Manuel Senni \| BMC Racing Team \| 12 h 00 min 35 s \| \| \| 2.º \| Serghei Țvetcov \| Jelly Belly-Maxxis \| + 15 s \| \| \| 3.º \| Alex Howes \| Cannondale-Drapac \| + 31 s \| \| \| 4.º \| Taylor Eisenhart \| Holowesko Citadel Racing Team \| + 33 s \| \| \| 5.º \| Peter Stetina \| Trek-Segafredo \| + 44 s \| \| \| 6.º \| Sepp Kuss \| Rally Cycling \| + 1 min 05 s \| \| \| 7.º \| Brent Bookwalter \| BMC Racing Team \| + 2 min 16 s \| \| \| 8.º \| Miguel Ángel Benito \| Caja Rural-Seguros RGA \| + 2 min 19 s \| \| \| 9.º \| Vegard Stake Laengen \| UAE Team Emirates \| + 2 min 21 s \| \| \| 10.º \| Travis McCabe \| UnitedHealthcare \| + 2 min 22 s \| \| |                      |                               |                  |
| |                      |                               |                  |
| Fuente: ProCyclingStats |                      |                               |                  |
| Clasificación general |                      |                               |                  |
| Ciclista | Ciclista             | Equipo                        | Tiempo           |
| 1.º | Manuel Senni         | BMC Racing Team               | 12 h 00 min 35 s |
| 2.º | Serghei Țvetcov      | Jelly Belly-Maxxis            | + 15 s           |
| 3.º | Alex Howes           | Cannondale-Drapac             | + 31 s           |
| 4.º | Taylor Eisenhart     | Holowesko Citadel Racing Team | + 33 s           |
| 5.º | Peter Stetina        | Trek-Segafredo                | + 44 s           |
| 6.º | Sepp Kuss            | Rally Cycling                 | + 1 min 05 s     |
| 7.º | Brent Bookwalter     | BMC Racing Team               | + 2 min 16 s     |
| 8.º | Miguel Ángel Benito  | Caja Rural-Seguros RGA        | + 2 min 19 s     |
| 9.º | Vegard Stake Laengen | UAE Team Emirates             | + 2 min 21 s     |
| 10.º | Travis McCabe        | UnitedHealthcare              | + 2 min 22 s     |

### Clasificación por puntos
| Clasificación por puntos | Clasificación por puntos | Clasificación por puntos      | Clasificación por puntos | Clasificación por puntos |
| Ciclista                 | Ciclista                 | Equipo                        | Puntos                   |                          |
| ------------------------ | ------------------------ | ----------------------------- | ------------------------ | ------------------------ |
| 1.º                      | Travis McCabe            | UnitedHealthcare              | 43 pts                   |                          |
| 2.º                      | Alex Howes               | Cannondale-Drapac             | 28 pts                   |                          |
| 3.º                      | Manuel Senni             | BMC Racing Team               | 25 pts                   |                          |
| 4.º                      | Serghei Țvetcov          | Jelly Belly-Maxxis            | 24 pts                   |                          |
| 5.º                      | Taylor Eisenhart         | Holowesko Citadel Racing Team | 20 pts                   |                          |
| 6.º                      | Mihkel Räim              | Israel Cycling Academy        | 15 pts                   |                          |
| 7.º                      | Kiel Reijnen             | Trek-Segafredo                | 15 pts                   |                          |
| 8.º                      | Marco Canola             | Nippo-Vini Fantini            | 14 pts                   |                          |
| 9.º                      | Rubén Companioni         | Holowesko Citadel Racing Team | 11 pts                   |                          |
| 10.º                     | Brent Bookwalter         | BMC Racing Team               | 11 pts                   |                          |

### Clasificación de la montaña
| Clasificación de la montaña | Clasificación de la montaña | Clasificación de la montaña   | Clasificación de la montaña | Clasificación de la montaña |
| Ciclista                    | Ciclista                    | Equipo                        | Puntos                      |                             |
| --------------------------- | --------------------------- | ----------------------------- | --------------------------- | --------------------------- |
| 1.º                         | Serghei Țvetcov             | Jelly Belly-Maxxis            | 19 pts                      |                             |
| 2.º                         | Taylor Eisenhart            | Holowesko Citadel Racing Team | 14 pts                      |                             |
| 3.º                         | Peter Stetina               | Trek-Segafredo                | 9 pts                       |                             |
| 4.º                         | Marco Canola                | Nippo-Vini Fantini            | 8 pts                       |                             |
| 5.º                         | Antonio Molina Canet        | Caja Rural-Seguros RGA        | 8 pts                       |                             |
| 6.º                         | Manuel Senni                | BMC Racing Team               | 8 pts                       |                             |
| 7.º                         | Jonathan Clarke             | UnitedHealthcare              | 5 pts                       |                             |
| 8.º                         | Daniel Eaton                | UnitedHealthcare              | 5 pts                       |                             |
| 9.º                         | Angus Morton                | Jelly Belly-Maxxis            | 5 pts                       |                             |
| 10.º                        | Joseph Schmalz              | Elevate-KHS Pro Cycling       | 5 pts                       |                             |

### Clasificación del mejor joven
| Clasificación del mejor joven | Clasificación del mejor joven | Clasificación del mejor joven | Clasificación del mejor joven | Clasificación del mejor joven |
| Ciclista                      | Ciclista                      | Equipo                        | Tiempo                        |                               |
| ----------------------------- | ----------------------------- | ----------------------------- | ----------------------------- | ----------------------------- |
| 1.º                           | Jhonatan Narváez              | Axeon-Hagens Berman           | 12 h 08 min 39 s              |                               |
| 2.º                           | Justin Oien                   | Caja Rural-Seguros RGA        | + 14 min 16 s                 |                               |
| 3.º                           | Alexander Cowan               | Silber Pro Cycling            | + 17 min 25 s                 |                               |
| 4.º                           | Seid Lizde                    | UAE Team Emirates             | + 20 min 23 s                 |                               |
| 5.º                           | Alex Hoehn                    | Elevate-KHS Pro Cycling       | + 20 min 56 s                 |                               |
| 6.º                           | Jean-Paul Ukiniwabo           | Ruanda                        | + 21 min 02 s                 |                               |
| 7.º                           | Edward Anderson               | Axeon-Hagens Berman           | + 21 min 11 s                 |                               |
| 8.º                           | Keegan Swirbul                | Jelly Belly-Maxxis            | + 22 min 13 s                 |                               |
| 9.º                           | Logan Owen                    | Axeon-Hagens Berman           | + 24 min 12 s                 |                               |
| 10.º                          | Umberto Poli                  | Team Novo Nordisk             | + 25 min 05 s                 |                               |

### Clasificación por equipos
| Clasificación por equipos | Clasificación por equipos | Clasificación por equipos | Clasificación por equipos |
| Equipo                    | Equipo                    | Tiempo                    |                           |
| ------------------------- | ------------------------- | ------------------------- | ------------------------- |
| 1.º                       | Cannondale-Drapac         | 36 h 08 min 03 s          |                           |
| 2.º                       | UAE Team Emirates         | + 1 min 21 s              |                           |
| 3.º                       | Trek-Segafredo            | + 9 min 25 s              |                           |
| 4.º                       | BMC Racing Team           | + 11 min 53 s             |                           |
| 5.º                       | UnitedHealthcare          | + 16 min 00 s             |                           |
| 6.º                       | Caja Rural-Seguros RGA    | + 19 min 59 s             |                           |
| 7.º                       | Jelly Belly-Maxxis        | + 25 min 04 s             |                           |
| 8.º                       | Holowesko Citadel         | + 26 min 24 s             |                           |
| 9.º                       | Rally Cycling             | + 42 min 45 s             |                           |
| 10.º                      | Nippo-Vini Fantini        | + 43 min 43 s             |                           |

## Evolución de las clasificaciones
| Etapa                   | Vencedor                | Clasificación general | Clasificación por puntos | Clasificación de la montaña | Clasificación de los jóvenes | Premio de la combatividad | Mejor corredor de Colorado | Clasificación por equipos |
| ----------------------- | ----------------------- | --------------------- | ------------------------ | --------------------------- | ---------------------------- | ------------------------- | -------------------------- | ------------------------- |
| 1.ª                     | John Murphy             | John Murphy           | John Murphy              | Antonio Molina              | Logan Owen                   | Taylor Phinney            | Alex Howes                 | Holowesko-Citadel Racing  |
| 2.ª                     | Alex Howes              | Taylor Eisenhart      | Taylor Eisenhart         | Taylor Eisenhart\|          | Jhonatan Narváez             | Peter Stetina             | Alex Howes                 | Cannondale-Drapac         |
| 3.ª                     | Serghei Tvetcov         | Manuel Senni          | Travis McCabe            | Serghei Țvetcov             | Jhonatan Narváez             | Marco Canola              | Serghei Tvetcov            | Cannondale-Drapac         |
| 4.ª                     | Mihkel Räim             | Manuel Senni          | Travis McCabe            | Serghei Țvetcov             | Jhonatan Narváez             | Fabio Calabria            | Serghei Tvetcov            | Cannondale-Drapac         |
| Clasificaciones finales | Clasificaciones finales | Manuel Senni          | Travis McCabe            | Serghei Țvetcov             | Jhonatan Narváez             | Fabio Calabria            | Serghei Tvetcov            | Cannondale-Drapac         |

## UCI World Ranking
La Colorado Classic otorga puntos para el UCI Asia Tour 2017 y el UCI World Ranking, este último para corredores de los equipos en las categorías UCI ProTeam, Profesional Continental y Equipos Continentales. Las siguientes tablas son el baremo de puntuación y los corredores que obtuvieron puntos:
| Posición              | 1.º | 2.º | 3.º | 4.º | 5.º | 6.º | 7.º | 8.º | 9.º | 10.º | 11.º | 12.º | 13.º | 14.º | 15.º | 16.º-30.º | 31.º-40.º |
| Clasificación general | 200 | 150 | 125 | 100 | 85  | 70  | 60  | 50  | 40  | 35   | 30   | 25   | 20   | 15   | 10   | 5         | 3         |
| Por etapa             | 20  | 10  | 5   |     |     |     |     |     |     |      |      |      |      |      |      |           |           |
| Líder                 | 5   |     |     |     |     |     |     |     |     |      |      |      |      |      |      |           |           |

| Clasificación | Clasificación        | Clasificación                     | Clasificación | Clasificación | Clasificación | Clasificación |
| Posición      | Ciclista             | Equipo                            | General       | Etapa         | Líder         | Total         |
| ------------- | -------------------- | --------------------------------- | ------------- | ------------- | ------------- | ------------- |
| 1.º           | Manuel Senni         | BMC Racing                        | 200           | 10            | 5             | 215           |
| 2.º           | Serghei Tvetcov      | Jelly Belly-Maxxis                | 150           | 20            |               | 170           |
| 3.º           | Alex Howes           | Cannondale-Drapac                 | 125           | 20            |               | 145           |
| 4.º           | Taylor Eisenhart     | Holowesko Citadel Racing Team     | 100           | 10            | 5             | 115           |
| 5.º           | Peter Stetina        | Trek-Segafredo                    | 85            | 5             |               | 90            |
| 6.º           | Sepp Kuss            | Rally Cycling                     | 70            |               |               | 70            |
| 7.º           | Brent Bookwalter     | BMC Racing                        | 60            |               |               | 60            |
| 8.º           | Travis McCabe        | UnitedHealthcare Pro Cycling Team | 35            | 25            |               | 60            |
| 9.º           | Miguel Ángel Benito  | Caja Rural-Seguros RGA            | 50            |               |               | 50            |
| 10.º          | Vegard Stake Laengen | UAE Team Emirates                 | 40            |               |               | 40            |